# Едвін Кардона
Едвін Кардона (ісп. Edwin Cardona; нар. 8 грудня 1992, Медельїн) — колумбійський футболіст, півзахисник клубу «Монтеррей» та національної збірної Колумбії.

## Клубна кар'єра
Народився 8 грудня 1992 року в місті Медельїн. Вихованець футбольної школи клубу «Атлетіко Насьйональ». 5 лютого 2009 року в матчі проти «Америки» з Калі він дебютував за команду в чемпіонаті Колумбії. 20 липня також у поєдинку проти «Америки» Едвін забив свій перший гол за «Ателтіко». У 2011 році він допоміг команді стати чемпіоном Колумбії.
На початку 2012 року Кардона на правах оренди перейшов в «Санта-Фе». 6 лютого в матчі проти «Депортес Толіма» він дебютував за команду. 12 лютого в поєдинку проти «Кукута Депортіво» Едвін забив свій перший гол за «Санта-Фе». У тому ж сезоні Кардона вдруге став чемпіоном Колумбії.
Після повернення в «Насьйональ» Едвін знову був відданий в річну оренду в «Атлетіко Хуніор». 3 лютого в матчі проти «Енвігадо» він дебютував за нову команду. У цьому ж поєдинку він забив свій перший гол за Хуніор.
У 2014 році Кардона повернувся в «Атлетіко Насьйональ» і допоміг рідному клубу виграти національну першість.
На початку 2015 року Кардона перейшов у мексиканський «Монтеррей». Сума трансферу склала 4,3 млн євро. 12 січня в матчі проти «Леонес Негрос» він дебютував у мексиканській Прімері. 18 січня в поєдинку проти «Пачуки» Едвін забив свій перший гол за команду. Наразі встиг відіграти за команду з Монтеррея 23 матчі в національному чемпіонаті.

## Виступи за збірні
2009 року дебютував у складі юнацької збірної Колумбії (U-17), разом з якою брав участь у юнацькому чемпіонаті Південної Америки в Чилі, де з'явився в шести з семи можливих зустрічей і забив 7 м'ячів (в тому числі двічі з пенальті). Таким чином Кардона став найкращим бомбардиром турніру і одним з найкращих гравців, але його команда зрештою зайняла лише четверте місце. Через кілька місяців він потрапив в заявку на юнацький чемпіонат світу U-17 в Нігерії, але за тиждень до «мундіалю» отримав травму ключиці, в результаті чого він не зміг поїхати на турнірі. Колумбійці без його присутності дісталися до півфіналу, зайнявши четверте місце. Всього Кардона взяв участь у 7 іграх на юнацькому рівні, відзначившись 5 забитими голами.
Протягом 2010—2011 років залучався до складу молодіжної збірної Колумбії. У 2011 році Кардона у складі молодіжної збірної Колумбії взяв участь у молодіжному чемпіонаті Південної Америки у Перу. На турнірі він зіграв у восьми з дев'яти можливих матчів і забив чотири голи, а команда стала шостою на турнірі. Всього на молодіжному рівні зіграв у 16 офіційних матчах, забив 8 голів.
11 жовтня 2014 року дебютував в офіційних іграх у складі національної збірної Колумбії в товариському матчі проти збірної Сальвадору. 30 березня 2015 року в поєдинку проти збірної Кувейту Едвін забив свій перший гол за національну команду.
У складі збірної був учасником розіграшу Кубка Америки 2015 року у Чилі, на якому зіграв у двох матчах.
Наразі провів у формі головної команди країни 8 матчів, забивши 1 гол.

## Досягнення
- Чемпіон Колумбії: 2011-I, 2012-I,2014-I, 2024-К
- Чемпіон Аргентини: 2017-18
- Володар Кубка Аргентини: 2020
- Володар Кубка Колумбії: 2024
- Володар Суперліги Колумбії: 2025

Збірні
- Бронзовий призер Кубка Америки: 2016, 2021